# Laurențiu Reghecampf
Laurențiu Aurelian Reghecampf (n. 19 septembrie 1975, Târgoviște, România) este un fotbalist român retras din activitate, care a jucat pe post de mijlocaș la echipe ca Steaua București, Energie Cottbus și Alemannia. Pe plan internațional, are prezențe la națională pentru România. După încheierea carierei, a devenit antrenor, și a antrenat, printre altele, FCSB, Al Wasl FC și Voința Snagov.

## Cariera de fotbalist
A debutat ca fotbalist la echipa FCM Târgoviște, din orașul său natal. În sezonul 1993–1994 a fost împrumutat la echipa austriacă SKN St. Pölten. În 1996 a ajuns la Steaua București, pentru care a evoluat până în 2000, cu o întrerupere de un sezon când a fost împrumutat echipei bulgare Litex Loveci.
În 2000 a ajuns în Germania, la FC Energie Cottbus. În iarna sezonului 2004-2005 a plecat la rivala din 2. Bundesliga, Alemannia Aachen, pe care i-a ajutat să promoveze în Bundesliga 1 în sezonul 2005-2006. Pe data de 20 decembrie 2006 a înscris împotriva lui FC Bayern München două goluri și a ajuns cu echipa în sferturile de finală ale DFB-Pokal.
În sezonul 2006-2007, în Bundesliga 1, a fost, cu 32 de jocuri, unul dintre cei mai importanți jucători ai Alemanniei (pentru care a înscris șapte goluri), echipă la care a fost căpitan. Până la sfârșitul sezonului 2006-2007 în Bundesliga 1 a jucat în 118 jocuri (marcând 13 goluri), iar în 2. Bundesliga a jucat 86 jocuri (marcând 17 goluri).
Din martie 2008 și până la sfârșitul sezonului a fost folosit de Jürgen Seeberger într-un singur meci, cel cu FC St. Pauli, în care a jucat timp de 13 minute. După o tentativă nereușită de a se transfera la 1. FC Köln (în ciuda refuzului clubului său de atunci, Alemannia Aachen), Reghecampf a reușit la 3 iunie 2008 să semneze pentru 1. FC Kaiserslautern un contract valabil până în 2010, însă s retrage din activitatea de fotbalist după două meciuri și un gol marcat.
Are și un meci jucat la echipa națională de fotbal a României, cu Danemarca în 2003.

## Cariera de antrenor
A debutat ca antrenor principal la divizionara secundă FC Snagov, în 2009. La finalul sezonului 2009-2010 a preluat conducerea echipei FC Universitatea Craiova, înlocuindu-l pe olandezul Mark Wotte, suspendat de patronul clubului. A ajutat echipa să se salveze de la retrogradarea din Liga I, dar nu a primit oferta de a continua, și în vara anului 2010 a acceptat propunerea de a pregăti pe FC Gloria Bistrița. După zece etape din sezonul 2010-2011 al Ligii I a fost demis de la conducerea bistrițenilor.
În 2011 a revenit la FC Snagov, dar nu a putut refuza nici a doua oară oferta Universității Craiova, echipă pe care a preluat-o din nou cu obiectivul clar de evitare a retrogradării. După doar o lună, la 1 mai, a fost suspendat din funcția de antrenor al Universității după un conflict avut cu un grup de jucători alcătuit din frații Florin și Mihai Costea alături de Mihai Dina. Reghecampf i-a exclus pe cei trei din lot, dar patronul clubului, Adrian Mititelu a luat apărarea jucătorilor și a îndepărtat antrenorul de la echipă.
În sezonul 2012-2013 câștigă Liga I din postura de antrenor al echipei Steaua București. În UEFA Europa League 2012-2013, Steaua a terminat, sub conducerea tehnică a lui Reghecampf, pe locul întâi într-o grupă cu Molde FK, VfB Stuttgart și FC Copenhaga, după care a eliminat pe AFC Ajax la loviturile de departajare pentru a fi apoi eliminată în optimile de finală de Chelsea FC, care avea să câștige competiția. În sezonul 2013-2014 al Ligii I reușește să califice echipa după 3 tururi preliminare în UEFA Champions League, după o pauză de 5 ani acumulând 3 puncte în grupe. În campionat Steaua termină din nou pe locul 1 câștigând titlul 25. Cu Laurențiu Reghecampf pe bancă, Steaua București a cucerit de două ori titlul de campioană a României în sezoanele 2012-2013, 2013-2014 și Supercupa României în 2013. În data de 23 mai 2014, la ora 3 dimineața, după finala pierdută cu Astra Giurgiu (4-2 la penalty-uri), a semnat un contract pe 2 sezoane cu formația Al-Hilal din prima ligă a campionatului din Arabia Saudită. După cinci luni de la semnarea contractului, a ajuns cu echipa arabă în finala Ligii Campionilor AFC 2014, pierzând într-o dubla manșă cu echipa australiană Western Sydney Wanderers. A părăsit echipa pe 15 februarie 2015 după ce a pierdut finala Cupei Prințului Arabiei Saudite.
În august 2015 a fost numit antrenor al echipei bulgare Litex Loveci. În decembrie 2015, Reghecampf a semnat un contract pe doi ani și jumătate cu Steaua București.
În iunie 2021, a devenit antrenorul echipei CS Universitatea Craiova. După un sezon în care echipa nu a câștigat vreun trofeu (Universitatea a încheiat pe locul al treilea în Liga I, s-a oprit în semifinalele Cupei României), Reghecampf s-a despărțit de craioveni, reziliind contractul de comun acord. A ajuns în vara anului 2022 la Neftci Baku, în Azerbaidjan, însă după un singur sezon, în care echipa a încheiat pe locul 3 în campionat și a ajuns în finala Cupei Azerbaidjanului, pierdută, Reghecampf a fost demis. La 26 iulie 2023, Reghecampf a revenit în funcția de antrenor la CS Universitatea Craiova. După doar șapte etape, Reghecampt a „denunțat unilateral” contractul cu Universitatea și a plecat în Arabia Saudită unde a devenit antrenorul echipei Al-Tai.

## Viața personală
Pe data de 14 iunie 2008 s-a căsătorit în Las Vegas cu Anamaria Prodan care în prezent este impresară de fotbal. Pe 31 august 2008 s-a născut băiatul lor, Laurențiu Junior (în Germania). Mai are un copil, Luca, din prima căsnicie cu Mariana,din a 3-a casatorie mai are un copil Liam Reghecampf cu Corina Caciuc În octombrie 2021 acesta a anunțat divorțul de Anamaria Prodan.

## Palmares

### Jucător
Oțelul Târgoviște
- Divizia B: 1995–96
- Divizia C: 1994–95

Steaua București
- Divizia A: 1996–97, 1997–98
- Cupa României: 1996–97
- Supercupa României: 1998

Litex Lovech
- A PFG: 1998–99

### Antrenor
FCSB
- Liga I: 2012–13, 2013–14
- Supercupa României: 2013
- Cupa Ligii: 2015–16

Al Hilal
- AFC Champions League
  - Finalist: 2014
- Saudi Crown Prince Cup
  - Finalist: 2014–15

Al Wahda
- UAE League Cup: 2017–18
- UAE Super Cup: 2017, 2018
- UAE Pro-League
  - Finalist: 2017–18

Neftchi Baku
- Azerbaijan Cup
  - Finalist: 2022–23

Individual
- Gazeta Sporturilor Romania Coach of the Month: October 2021

- Gazeta Sporturilor Romania Coach of the Year: 2013